# Mikalaj Schumau
Mikalaj Schumau (belarussisch Мікалай Шумаў, englische Transkription Mikalay Shumau, häufig auch Nikolai Shumov; * 16. Februar 1994 in Moskau) ist ein ehemaliger belarussischer Radrennfahrer.

## Sportlicher Werdegang
Nach dem Wechsel in die U23 fuhr Schumau zunächst für französische und italienische Radsportvereine. In der Saison 2017 wurde er als Amateur belarussischer Meister im Straßenrennen und gewann mit der Trofeo Città di Brescia ein Rennen der UCI Europe Tour. 
Zur Saison 2018 wechselte Schumau zum UCI Continental Team Minsk Cycling Club. In den Jahren 2018 und 2019 fügte er seinen Palmarès fünf weitere Erfolge hinzu.

## Erfolge
2011
- eine Etappe Giro di Basilicata

2013
- Belarussischer Meister – Straßenrennen (U23)

2017
- Belarussischer Meister – Straßenrennen
- Trofeo Città di Brescia

2018
- Grand Prix Minsk
- eine Etappe Tour de Cartier

2019
- Grand Prix Erciyes
- eine Etappe Five Rings of Moscow
- Grand Prix Velo Alanya